# Bosweg (Meise)
De Bosweg is een heuvel in het heuvelland van Meise, provincie Vlaams-Brabant. De helling loopt langs de Nationale Plantentuin van België en is 420 meter lang met een percentage van 3,7%. Het is een populaire helling bij wielertoeristen.